# Édes kislányom
Az Édes kislányom (eredeti cím: Sweet Girl) 2021-ben megjelent amerikai akció-thriller, amelyet Brian Andrew Mendoza rendezett (debütáló), a forgatókönyvet pedig Philip Eisner és Gregg Hurwitz írta. A főszerepben Jason Momoa, Isabela Moner, Manuel Garcia-Rulfo, Raza Jaffrey, Lex Scott Davis, Michael Raymond-James és Amy Brenneman látható.
A filmet 2021. augusztus 20-án mutatta be a Netflix.

## Cselekmény
A pennsylvaniai Pittsburghben Amanda Cooper-nél rákot diagnosztizálnak. Férje, Ray megtudja, hogy a BioPrime vezérigazgatója, Simon Keeley új üzleti lépése miatt egy Amanda számára potenciálisan életmentő gyógyszert kivontak a piacról. Ray élőben figyeli Keeley-t a televízióban, egy Diana Morgan nevű kongresszusi képviselőnővel folytatott vitában, néhány perccel később betelefonál és megfenyegeti a férfit, ha nem vonja vissza döntését, megöli őt. Keeley nem veszi komolyan a fenyegetést, Amanda viszont nem sokkal később meghal, ami Rayt és lányukat, Rachelt is súlyosan megvisel.
Hat hónappal később Rayt felhívja egy riporter, Martin Bennett, aki azt mondja neki, hogy segíthet neki igazságot szolgáltatni Amandával kapcsolatban. Találkoznak a metróban, tudtukon kívül Rachel és egy Santos nevű bérgyilkos követi őket. Bennett elmagyarázza, hogy a BioPrime mindenkit megveszteget, aki megkérdőjelezi a piszkos ügyeiket, köztük azt a céget is, amelyik azt a gyógyszert gyártotta, amire Amandának szüksége lett volna az élete megmentéséhez. Santos rájuk támad, és megöli Bennettet. Amikor a vonat megáll az egyik állomáson, Santos leszúrja Rayt és leüti Rachelt, mindkettőjüket a peronon hagyja, majd elmenekül a vonattal.
Két évvel később Ray saját maga nyomozott Keeley után. Beoson a Keeley tiszteletére rendezett gálára, és kikérdezi őt a Bennett elleni merényletről és a kenőpénzekről. Amikor Keeley elmondja neki, hogy Vinod Shah elnök volt az, aki minden gyilkosságot jóváhagyott, Keeley egyik testőre megtámadja Rayt, és Ray véletlenül megöli őt és Keeley-t is.
Ray ezután elhozza Rachelt otthonról, és a városon kívül egy motelben rejtőznek el. Rachel, aki aggódik apja bosszúvágya miatt, kapcsolatba lép Sarah Meeker FBI ügynökkel, és megpróbálja meggyőzni, hogy nézzen utána a BioPrime-nak. Másnap reggel két zsoldos betör a motelbe, és Ray mindkettőjüket megöli, ami tovább feszíti a feszültséget közte és Rachel között. Ray azt tervezi, hogy Shah után megy, Rachel pedig meggyőzi, hogy vigye magával.
Megállítják Shah autóját, és Ray megpróbálja kihallgatni őt, de Shah-t megöli Santos, aki végig követte őt. Hárman egy étkezdében találkoznak, és Ray ráveszi Santost, hogy elmondja a megbízója nevét: Diana Morgan, és megígéri, Pittsburghben újra találkozni fognak. Megérkezésükkor azonban kiszúrja őket az FBI, akik egy baseballstadion tetejére üldözik Rayt.
Ahogy Meeker megpróbálja leállítani, kiderül, hogy Ray valójában Rachel. Az is kiderül, hogy Ray két évvel ezelőtt halt meg Santos szúrt sebe miatt a metróállomáson, és Rachel, aki poszttraumás stressz szindrómában szenved, azóta a saját bosszúját keresi. A folyóba ugrik, Meeker ennek ellenére letartóztatja, de a mentőautóból kiszabadul és elmenekül.
Rachel elszántan igazságot akar szolgáltatni a családjáért, ezért betör Morgan irodájába, és újra szembekerül Santosszal, akit végül megöl. Szembekerül Morgannel, és felveszi, amint bevallja, hogy a BioPrime megvesztegette, és ő rendelte el a merényletet, amely megölte Rayt és Bennettet. Rachel elküldi a felvételt Meekernek, és repülőre száll egy ismeretlen jövő felé.

## Szereplők
| Szerep                  | Színész               | Magyar hang        |
| ----------------------- | --------------------- | ------------------ |
| Ray Cooper              | Jason Momoa           | Varga Gábor        |
| Rachel Cooper           | Isabela Moner         | Staub Viktória     |
| Amos Santos             | Manuel Garcia-Rulfo   | Makranczi Zalán    |
| Diana Morgan            | Amy Brenneman         | Bertalan Ágnes     |
| Amanda Cooper           | Adria Arjona          | Mentes Júlia       |
| Simon Keeley            | Justin Bartha         | Szatory Dávid      |
| Vinod Shah              | Raza Jaffrey          | Horváth Gergely    |
| Dr. Wu                  | Reggie Lee            | Holl Nándor        |
| Sarah Meeker FBI-ügynök | Lex Scott Davis       | Bogdányi Titanilla |
| John Rothman FBI-ügynök | Michael Raymond-James | Czvetkó Sándor     |

## Gyártás
2019 júliusában jelentették be, hogy Jason Momoa csatlakozott a film szereplőgárdájához, a filmet Brian Andrew Mendoza rendezte Philip Eisner, Gregg Hurwitz és Will Staples forgatókönyvéből, Momoa producerként is részt vett a filmben, a Netflix forgalmazásában. 2019 októberében Isabela Moner csatlakozott a stábhoz. 2019 decemberében Manuel Garcia-Rulfo, Raza Jaffrey, Adria Arjona, Justin Bartha, Lex Scott Davis, Michael Raymond-James, Dominic Fumusa, Brian Howe, Nelson Franklin és Reggie Lee csatlakozott a filmhez.
A forgatás 2019. november 11-én kezdődött a pennsylvaniai Pittsburghben, és 2020. február 11-én fejeződött be.

## Megjelenés
2021. augusztus 20-án jelent meg a Netflixen.

## Fogadtatás
A Rotten Tomatoes kritika-gyűjtő weboldalon 19 kritika alapján a film 21%-os minősítést kapott, 3,9/10-es átlagértékeléssel. A Metacritic-en a film súlyozott átlagpontszáma 42 pont 100-ból, 4 kritikus alapján, ami "vegyes vagy átlagértékelést" jelent.

## Fordítás
- Ez a szócikk részben vagy egészben  a   Sweet Girl (film) című angol Wikipédia-szócikk fordításán alapul.  Az eredeti cikk szerkesztőit annak laptörténete sorolja fel. Ez a jelzés csupán a megfogalmazás eredetét és a szerzői jogokat jelzi, nem szolgál a cikkben szereplő információk forrásmegjelöléseként.